# Alexander Wassiljewitsch Suchowo-Kobylin

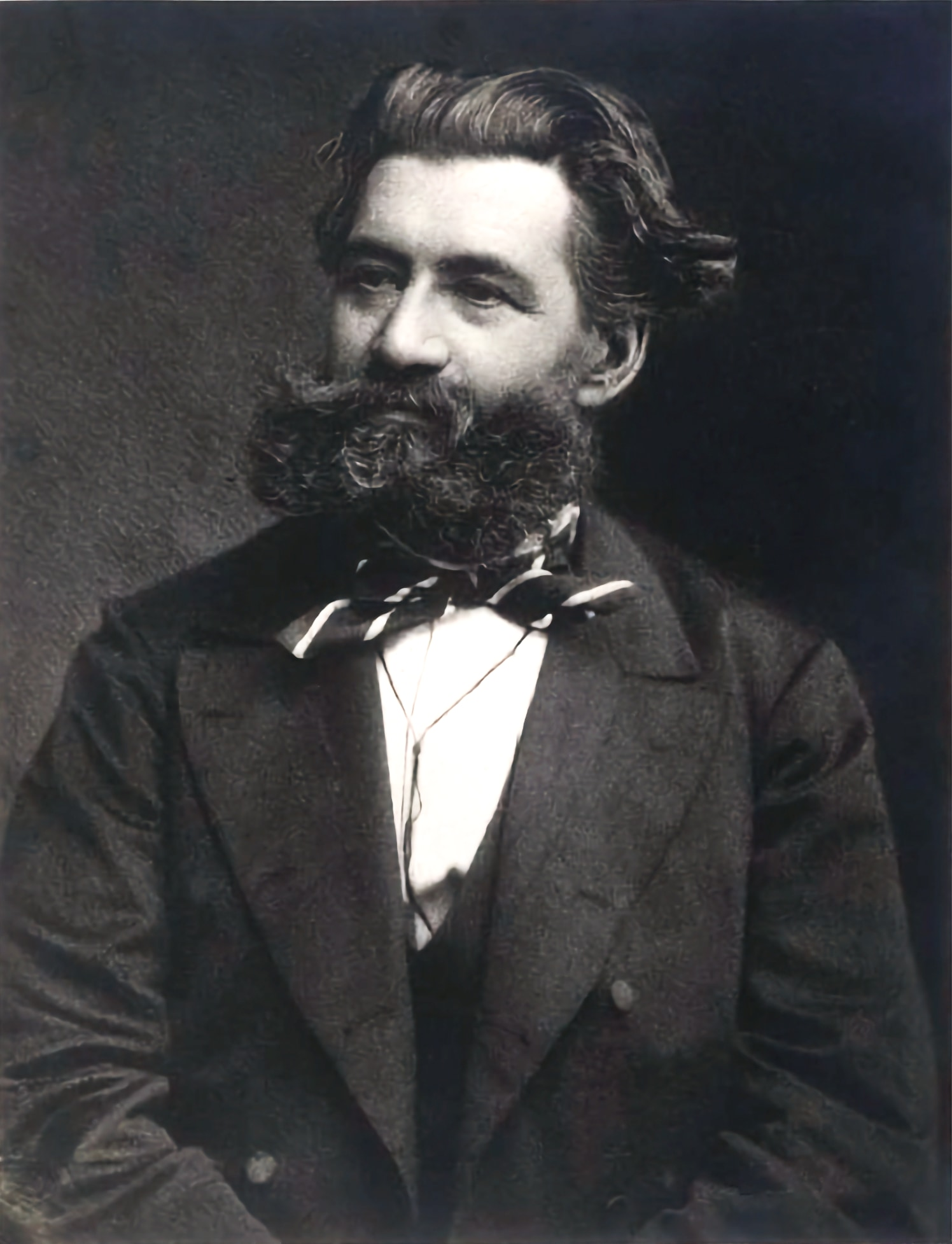
Alexander Wassiljewitsch Suchowo-Kobylin

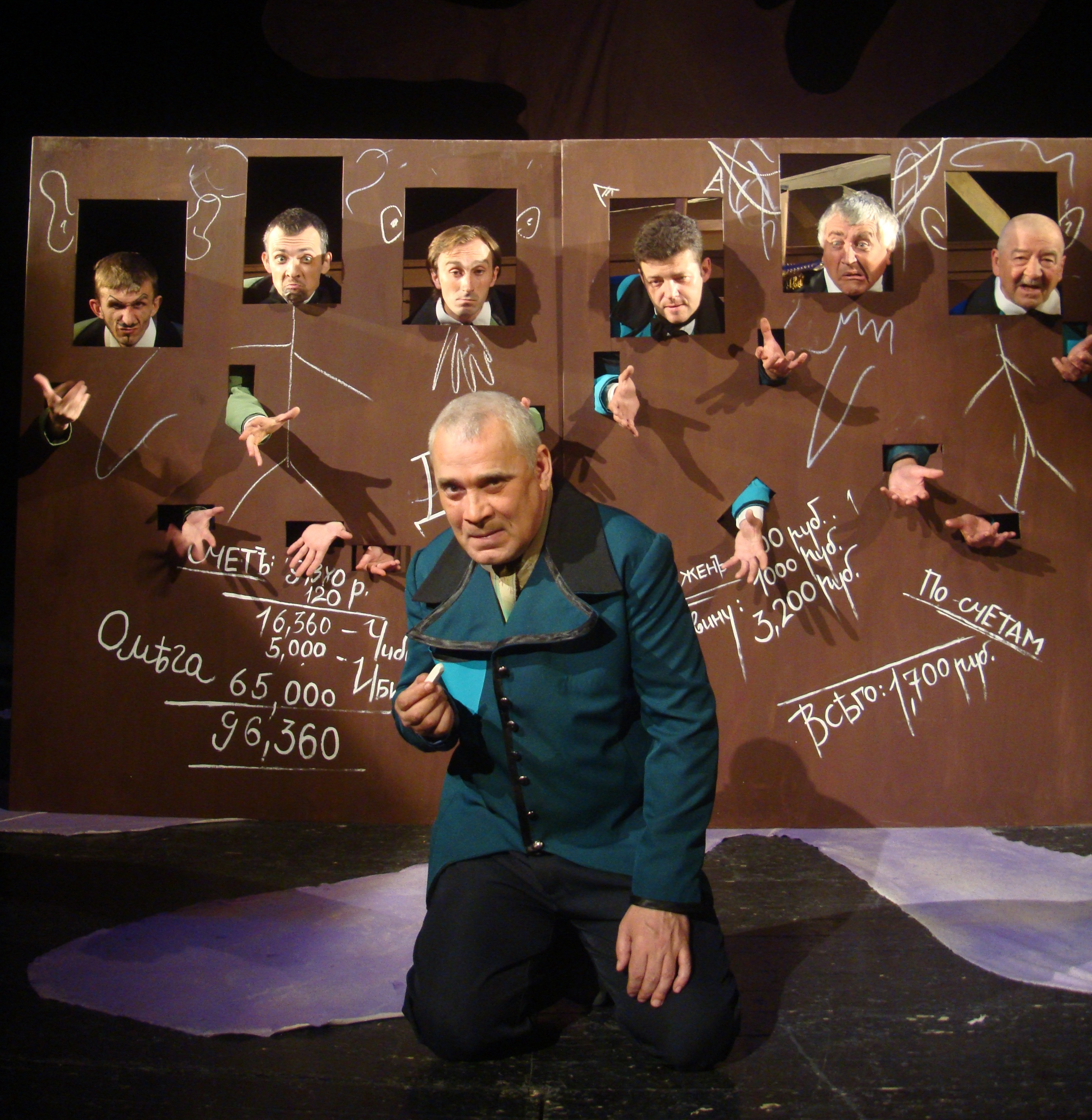
Aufführung von Tarelkins Tod unter der Regie von Jewgeni Tyschtschuk

Alexander Wassiljewitsch Suchowo-Kobylin (russisch Александр Васильевич Сухово-Кобылин; wiss. Transliteration Aleksandr Vasil'evič Suchovo-Kobylin; geboren am 17. Septemberjul. / 29. September 1817greg. in Moskau, Russisches Kaiserreich; gestorben am 24. März 1903 in Beaulieu-sur-Mer, Dép. Alpes-Maritimes, Frankreich) war ein russischer Schriftsteller und Dramatiker.

## Leben und Wirken

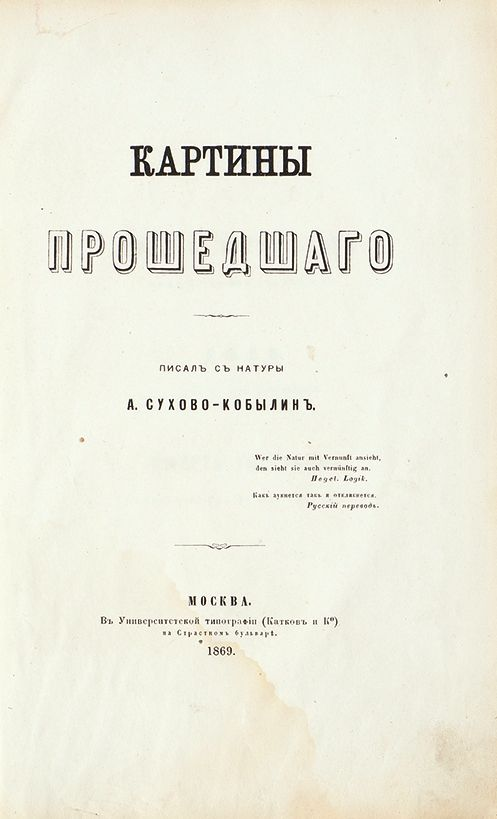

Der aristokratische Autor studierte von 1834 bis 1838 an der Moskauer Staatlichen Universität. Von 1839 bis 1842 besuchte er weitere Vorlesungen in Philosophie in Heidelberg und Berlin. Seit 1902 war er Ehrenmitglied der Sankt Petersburger Akademie der Wissenschaften. Seine Verwicklung in einen sensationellen Mordfall – er wurde 1850 wegen des Verdachtes des Mordes an seiner Geliebten Louise Simon-Demanche verhaftet und erst 1857 freigesprochen – wurde zu einem der großen Skandale der russischen Gesellschaft des 19. Jahrhunderts. Unter dem Eindruck seines Prozesses schuf Suchowo-Kobylin aus dem Drama seines Lebens eine Dramentrilogie Bilder aus der Vergangenheit(russisch Картины прошедшего; Kretschinskis Hochzeit – Die Akte – Tarelkins Tod), deren Stücke für die Schärfe ihrer gegen die zaristische Bürokratie und Gerichtsbarkeit gerichteten Satire bemerkenswert waren und nicht nur deshalb seither immer wieder Beachtung fanden. In ihrer Theatralik umfassen sie verschiedene Theatertraditionen, von der Pièce bien faite Eugène Scribes bis zur absurden Komödie Gogols. Die Trilogie fand unter anderem Aufnahme in der russischen Buchreihe Bibliothek der Weltliteratur (Biblioteka wsemirnoi literatury). 1902 wurde er Ehrenmitglied der Russischen Akademie der Wissenschaften in St. Petersburg.
Die Schriftstellerin Jewgenija Tur und die Malerin Sofja Suchowo-Kobylina waren Schwestern Alexander Suchowo-Kobylins.

## Werke
- Bilder aus der Vergangenheit. Aus der Natur gemalt von A. Suchovo-Kobylin (russisch Картины прошедшего. Писал с натуры А. Сухово-Кобылин / Kartiny proschedschewo. Pisal s natury A. Suchowo-Kobylin)
  - Kretschinskis Hochzeit (russisch Свадьба Кречинского / Swadba Kretschinskogo / Svad'ba Krečinskogo). Komödie in drei Akten *
  - Die Akte (russisch Дело / Delo). Drama in fünf Akten *
  - Tarelkins Tod (russisch Смерть Тарелкина / Smert Tarelkina / Smert’ Tarelkina). Komödie  in drei Akten *

Übersetzungen:
- Kretschinskis Hochzeit. Komödie in 3 Akten. Übersetzt von Ena von Baer. Manuskript. Henschelverlag, Berlin 1953.
- Tarellkins Tod. Farce in drei Akten. Übersetzt von Sigismund von Radecki. Drei Masken Verlag, München 1959.
- Kretschinskis Heirat. Komoedie in 3 Akten. Übersetzt von Sigismund von Radecki. Drei Masken Verlag, München 1966.
- Tarelkins Tod. Komödie in 3 Akten. Übersetzt von Ingeborg Gampert. Manuskript. Bärenreiter-Verlag, Kassel 1974.
- Tarelkins Tod. Farce in 3 Teilen. Übersetzt von Heiner Müller. Manuskript. Henschelverlag, Berlin 1977.
- Die Akte. Übersetzt von Regine Kühn. Manuskript. Henschelverlag, Berlin 1977.
- Tarelkins Tod, oder Der Vampir von St. Petersburg. Farce in drei Akten. Übersetzt und herausgegeben von Hans Magnus Enzensberger. Verlag der Autoren, Frankfurt am Main 1981.

- Harold B. Segel (Hrsg.): The Death of Tarelkin and Other Plays: The Trilogy of Alexander Sukhovo-Kobylin. Harwood Academic Publishers, Australia, 1995 ISBN 3-7186-5694-9 (Russian Theatre Archive Series; Vol. 7) (Buchhandelslink)